# INTRAC
INTRAC（イントラック、INnovative TRAction Control system）は、本田技研工業が開発した、LSD機能を持ったスタンバイ式4WDと4輪ABSとを両立させた、トラクション制御システムの名称。

## 概要
1988年6月15日に発表された初代コンチェルトに初めて搭載され、その後3代目シビックセダンや2代目シビックシャトルにも順次採用された。
第1の特徴は、FFベースのスタンバイ式4WDで、後輪への駆動力伝達に使用されたビスカスカップリングを、後輪のディファレンシャルギアの代わりに左右2個配することにより、1つのユニットで前輪及び左右後輪の駆動力配分と差動制限とを行うことにある。

第2の特徴は、ビスカスカップリングとプロペラシャフトとの間に、ABSと連動して作動するドグクラッチを配することにより、当時難しかったスタンバイ式4WDと4輪ABSとを両立出来たことにある。
しかし、機能に対しコストが高く重量も重かったため、1993年7月22日に発表された2代目インテグラ ハードトップに初めて搭載された、デュアルポンプ システムに順次切り替えられた。